# 1933-as magyar atlétikai bajnokság
Az 1933-as magyar atlétikai bajnokságon, amely a 38. magyar bajnokság volt, három női versenyszámmal bővült a bajnokság, a 80 m-es gátfutással, súlylökéssel és a gerelyhajítással.
- 1933. április 9., Káposztásmegyer: mezei futás
- 1933. június 24—25., FTC pálya: női számok
- 1933. augusztus 19—20., BSzKRT pálya: férfi számok
- 1933. október 8., BEAC pálya: váltó számok
- 1933. október 8., Budapest fehérvári országút: maraton
- 1933. október 10—11., BBTE pálya: tízpróba

## Eredmények

### Férfiak
| Versenyszám        | Arany                                                                               | Arany    | Ezüst                                         | Ezüst    | Bronz                                            | Bronz   |
| ------------------ | ----------------------------------------------------------------------------------- | -------- | --------------------------------------------- | -------- | ------------------------------------------------ | ------- |
| 100 m              | Forgács László Újpesti TE                                                           | 10,6     | Gerő Gábor MTK                                | 10,7     | Gyenes Gyula MTK                                 | 10,8    |
| 200 m              | Gerő Gábor MTK                                                                      | 21,9     | Nagy Géza MTK                                 | 22,0     | Forgács László Újpesti TE                        | 22,2    |
| 400 m              | Duha Gábor MAC                                                                      | 50,8     | Köstner Vilmos DEAC                           | 51,3     | Lázár László KEAC                                | 51,4    |
| 800 m              | Szabó Miklós MAC                                                                    | 1:57,4   | Barsi László BBTE                             | 1:57,9   | Ignátz Mihály BBTE                               | 1:59,3  |
| 1500 m             | Szabó Miklós MAC                                                                    | 4:06,4   | Albert László Törekvés                        | 4:06,8   | Gömöri Elemér BEAC                               | 4:07,0  |
| 5000 m             | Luis Oliva Argentína                                                                | 15:32,6  | Kelen János Vasas                             | 15:33,0  | Hermann Törekvés                                 | 15:45,6 |
| 10 000 m           | Kelen János Vasas                                                                   | 33:15,0  | Sárosi József Újpesti TE                      | 34:01,6  | Schindler TSGR                                   | 34:40,2 |
| 110 m gát          | Arany Mihály MAC                                                                    | 16,1     | Boross József KEAC                            | 16,2     | Szabó Endre MNTVE                                | 16,4    |
| 200 m gát          | Nagy Géza MAC                                                                       | 24,3     | Boross József KEAC                            | 25,8     | Szabó Tibor BBTE                                 | 26,2    |
| 400 m gát          | Nagy Géza MAC                                                                       | 55,9     | Kertész István Ferencvárosi TC                | 57,8     | Valentin József SoAC                             | 59,0    |
| magasugrás         | Késmárki Kornél BBTE                                                                | 188 cm   | Sólyom György KEAC                            | 188 cm   | Bódosi Mihály PEAC                               | 185 cm  |
| távolugrás         | Balogh Lajos MAFC                                                                   | 749 cm   | Koltai Henrik BBTE                            | 748 cm   | Megyeri Jenő PEAC                                | 722 cm  |
| hármasugrás        | Fekete Imre Újpesti TE                                                              | 13,77 m  | Dusnoki Géza MAC                              | 13,74 m  | Bácsalmási Péter BEAC                            | 13,55 m |
| rúdugrás           | Domingo Pomajevich Argentína                                                        | 410 cm   | Király István MAC                             | 380 cm   | Hadházy Dezső DEAC                               | 335 cm  |
| súlylökés          | Darányi József MAC                                                                  | 14,49 m  | Csányi Zoltán Testnevelési Főiskola           | 14,26 m  | Solty László Testnevelési Főiskola               | 14,17 m |
| diszkoszvetés      | Remetz József RAC                                                                   | 47,54 m  | Donogán István MAC                            | 46,50 m  | Bácsalmási Péter BEAC                            | 42,20 m |
| gerelyhajítás      | Várszegi József Testnevelési Főiskola                                               | 62,55 m  | Makkay Gyula MAC                              | 57,30 m  | Farkas Pál KEAC                                  | 56,50 m |
| tízpróba           | Bácsalmási Péter BEAC                                                               | 7025,540 | Késmárki Kornél BBTE                          | 6039,465 | Lehnert Ferenc BIK                               | 5997,61 |
| maraton            | Galambos József ESC                                                                 | 2:46:27  | Kuzbel János BBTE                             | 2:51:27  | Gégény István ESC                                | 2:53:27 |
| mezei futás        | Kelen János Vasas                                                                   | 32:40,8  | Görög László Újpesti TE                       | 32:49,2  | Hermann F. Törekvés                              | 33:27,4 |
| 4 × 100 m          | BBTE Minach Márió Kovács József Paizs János Raggambi István                         | 42,1     | BEAC Bátky Obitz Héjjas Hermann               | 43,8     | BBTE Szalay Barsi Szabó Koltai                   | 45,0    |
| 4 × 400 m          | BBTE Barsi László Szalay Jenő Szabó László Kovács József                            | 3:24,2   | MAC Nagy Kozák Madari Duha                    | 3:26,4   | BEAC Czakó Héjjas Sárvári Obitz                  | 3:27,8  |
| 4 × 1500 m         | Újpesti TE Sárosi József Sárvári Rezső Juhász József Pálfy Ignác                    | 17:00,6  | MAC Varjas Bejczy Naszádi Szabó               | 17:03,1  | Törekvés Kővári Ligeti Hermann Albert            | 17:23,4 |
| 5000 m csapat      | Újpesti TE Esztergomi Mihály Sárosi József Juhász József Sárvári Rezső Pálfy Ignác  | 32 pont  | Törekvés Hernádi Albert Ligeti Kővári Steffen | 47 pont  | MTE Németh Gauland Braun Szabó Csató             | 60 pont |
| mezei futás csapat | Újpesti TE Görög László Sárosi József Esztergomi Mihály Sárvári Rezső Juhász József | 32 pont  | MAC Szabó Cser Szerb Naszádi Mauréri          | 62 pont  | Törekvés Hermann Albert Lichner Kreininger Lakos | 67 pont |

### Nők
| Versenyszám   | Arany                                                                           | Arany   | Ezüst                                              | Ezüst   | Bronz                                    | Bronz   |
| ------------- | ------------------------------------------------------------------------------- | ------- | -------------------------------------------------- | ------- | ---------------------------------------- | ------- |
| 100 m         | Csermák Teréz Testnevelési Főiskola                                             | 13,6    | Deák Aranka MTE                                    | 13,6    | Buday Anna MAK                           | 13,8    |
| 80 m gát      | Pertich Rózsa Testnevelési Főiskola                                             | 13,7    | Ferenczy Ida Ferencvárosi TC                       | 18,0    |                                          |         |
| magasugrás    | Csák Ibolya NTE                                                                 | 145 cm  | Szentkirályi Margit Testnevelési Főiskola          | 135 cm  | Pertich Rózsa Testnevelési Főiskola      | 135 cm  |
| távolugrás    | Pertich Rózsa Testnevelési Főiskola                                             | 499 cm  | Horváth Margit Ferencvárosi TC                     | 496 cm  | Sümeghy Vera Testnevelési Főiskola       | 493 cm  |
| súlylökés     | Szöllősi Ilona Testnevelési Főiskola                                            | 10,71 m | Tichy Mária MTE                                    | 9,78 m  | Garami Irén DiAC                         | 9,61 m  |
| diszkoszvetés | Nadányi Ágnes Ferencvárosi TC                                                   | 34,49 m | Szöllősi Ilona Testnevelési Főiskola               | 33,17 m | Bogyó Györgyi Testnevelési Főiskola      | 31,76 m |
| gerelyhajítás | Szepes Kató RAFC                                                                | 34,90 m | Nadányi Ágnes Ferencvárosi TC                      | 30,20 m | Bezzegh Huszágh É. Testnevelési Főiskola | 27,90 m |
| 4 × 100 m     | Testnevelési Főiskola Kresz Margit Strohoffer Paula Csermák Teréz Egressy Judit |         | Testnevelési Főiskola Sümeghy Balkányi Hruby Bogyó | 54,2    | BEAC Krocsák Kronits Molnár Újlaki       | 55,6    |

### Magyar atlétikai csúcsok
- 200 m 21,0 ocs. Kovács József BBTE Budapest 10. 15.
- 300 m 33,3 ocs. Kovács József BBTE Budapest 10. 10.